# Chủ tịch Hội đồng Liên minh châu Âu
Chủ tịch Hội đồng Liên minh Châu Âu chịu trách nhiệm về hoạt động của Hội đồng Liên minh Châu Âu, thượng viện của cơ quan lập pháp EU. Nó xoay vòng giữa các quốc gia thành viên của EU cứ sau sáu tháng. Chủ tịch không phải là một cá nhân, mà là vị trí được nắm giữ bởi một chính phủ quốc gia. Đôi khi nó được gọi không chính xác là "chủ tịch của Liên minh châu Âu". Chức năng của Chủ tịch là chủ trì các cuộc họp của Hội đồng, xác định chương trình nghị sự của nó, thiết lập một chương trình làm việc và tạo điều kiện đối thoại cả trong các cuộc họp của Hội đồng và với các tổ chức khác của EU. Chủ tịch hiện tại (kể từ tháng 2 năm 2019) do Romania tổ chức.
Ba nhiệm kỳ Chủ tịch liên tiếp được gọi là bộ ba lãnh đạo. Bộ ba hiện tại (2019-20) được tạo thành từ Romania (Jan-Jun 2019), Phần Lan (Jul-Dec 2019) và Croatia (Tháng 1-Tháng 5 năm 2020).

## Lịch sử
Khi Hội đồng được thành lập, công việc của nó là tối thiểu và nhiệm kỳ Chủ tịch được luân chuyển giữa mỗi sáu thành viên sau đó sáu tháng một lần. Tuy nhiên, khi khối lượng công việc của Hội đồng tăng lên và số lượng thành viên tăng lên, việc thiếu sự phối hợp giữa mỗi nhiệm kỳ Chủ tịch sáu tháng liên tiếp đã cản trở sự phát triển của các ưu tiên dài hạn đối với EU.
Để khắc phục sự thiếu phối hợp, ý tưởng về các Chủ tịch của bộ ba đã được đưa ra khi các nhóm gồm ba Chủ tịch kế tiếp hợp tác trong một chương trình chính trị chung. Điều này đã được thực hiện vào năm 2007 và chính thức được quy định trong các hiệp ước EU năm 2009 bởi Hiệp ước Lisbon.
Cho đến năm 2009, Chủ tịch đã đảm nhận trách nhiệm chính trị trong tất cả các lĩnh vực hội nhập châu Âu và nó đóng một vai trò quan trọng trong việc môi giới các quyết định chính trị cấp cao.
Hiệp ước Lisbon đã giảm đáng kể tầm quan trọng của Chủ tịch bằng cách chính thức tách Hội đồng Châu Âu khỏi Hội đồng Liên minh Châu Âu. Đồng thời, nó tách cấu hình của Hội đồng đối ngoại khỏi cấu hình của Tổng cục và tạo ra vị trí Đại diện cao của Liên minh Chính sách đối ngoại và chính sách an ninh.
Sau cuộc bỏ phiếu Brexit của Vương quốc Anh vào năm 2016 và sau đó từ bỏ chức chủ tịch dự kiến trong Hội đồng Liên minh châu Âu dự kiến diễn ra từ tháng 7 đến tháng 12 năm 2017, việc luân chuyển các Chủ tịch đã được đưa ra sáu tháng. Thay vào đó, Estonia đã lên kế hoạch tiếp quản vị trí sáu tháng của Vương quốc Anh. Chủ tịch hiện tại (kể từ tháng 1 năm 2019) do Romania tổ chức.

## Vai trò
Trong các cuộc họp được tổ chức dưới nhiều hình thức khác nhau, thành phần của nó phụ thuộc vào chủ đề thảo luận, ví dụ, Hội đồng Nông nghiệp gồm các bộ trưởng chịu trách nhiệm về nông nghiệp.
Trách nhiệm chính của Chủ tịch Hội đồng Liên minh Châu Âu là tổ chức và chủ trì tất cả các cuộc họp của Hội đồng, và sự điều hành của Ủy ban Đối ngoại EU do Đại diện cấp cao chủ trì, do đó, Bộ trưởng Bộ Nông nghiệp của Chủ tịch sẽ tổ chức Hội đồng Nông nghiệp. Chủ tịch cũng sẽ phải đề xuất thỏa hiệp cho một số vấn đề có thể giải quyết.
Điều 16 của Hiệp ước cơ bản của Liên minh châu Âu nêu rõ:
| “ | Chủ tịch của các hội đồng khác nhau ngoài Ủy ban Đối ngoại sẽ được các quốc gia thành viên đại diện theo cách bình đẳng theo Điều 236 của Hiệp ước Mô hình làm việc của EU. | ” |

Mỗi trong ba điều khoản cấu thành một "tổ hợp ba". "Kết hợp ba" sẽ đạt được một mục làm việc chung trong vòng một năm rưỡi. Sau nhiệm kỳ Chủ tịch đầu tiên trong "tổ hợp ba", hội nghị Chủ tịch tiếp theo sẽ tiếp tục hoàn thành công việc của Chủ tịch. Điều này giúp cải thiện tính nhất quán so với thỏa thuận sáu tháng trước đó và danh mục đầu tư ba nhóm của Google bao gồm một quốc gia thành viên mới, đảm bảo rằng các quốc gia thành viên mới có thể trở thành chủ tịch nhanh hơn và các quốc gia thành viên cũ sẽ Kinh nghiệm được truyền lại cho các quốc gia thành viên mới.